# Combate de Ensenada (1827)
El Combate de Ensenada de Barragán de junio de 1827 fue un enfrentamiento menor entre la Armada Argentina y la escuadra del Imperio del Brasil que bloqueaba el puerto de la Ciudad de Buenos Aires durante la Guerra del Brasil.

## Antecedentes
El 1 de junio de 1827, finalizando la reorganización de su raleada escuadra tras la batalla de Monte Santiago (7 y 8 de abril), Guillermo Brown izaba su insignia en el bergantín 8 de Febrero, el mejor de los barcos capturados en la batalla de Juncal.
La escuadrilla estaba compuesta también en su mayor parte por pequeños buques capturados en esa victoria, la mayor en la guerra. La integraban el bergantín Balcarce y las goletas Maldonado (ex Leal Paulistana), 9 de Febrero (ex Bertioga), Sarandí, 11 de Junio (ex Oriental), 30 de Julio (ex Brocoió) y 18 de Enero (ex 19 de Outubro).
Al día siguiente la pequeña fuerza republicana siguió río abajo en busca de los brasileros buscando sorprenderlos a la altura de Punta Lara. A las 11 de la mañana del 3 de junio de 1827, Brown avistó y persiguió al Pirajá que disparó algunos tiros e hizo señales a los suyos. Al oscurecer fondeo cerca de Ensenada de Barragan y durante la noche se cañoneó con una división de 4 buques que se aproximaron para reconocer la posición argentina.

## El Combate
Al amanecer del 5 de junio ambas fuerzas estaban a la vista de la ciudad, al este del apostadero. La división brasileña se componía de las corbetas Liberal y Carioca y de otros 3 buques menores. La Carioca parecía varada pues la rodeaban 6 balandras, las que habían sido recientemente capturadas en el Los Caracoles delta del Paraná por los imperiales.
Ante la ausencia de James Norton se encontraba al mando el portugués Juan de Oliveira Botas.
A las 7 de la mañana Brown se lanzó sobre la división brasileña. Botas no esperaba el ataque de un enemigo de inferior potencia de fuego y su flota no estaba preparada para enfrentarlo por lo que se batió en desordenada retirada, dejando encallada a la corbeta que pudo zafar a tiempo y juntarse con sus consortes, pero al precio del corsario y sus 6 presas.
Tras despachar las capturas al puerto, Brown volvió a lanzarse sobre Botas quien esta vez mantuvo el combate, que duró hasta el mediodía. La 9 de Febrero al mando de Leonardo Rosales se destacó en la lucha, pero estrechada entre las dos corbetas que le impedían maniobrar se encontró en serio peligro hasta que fue auxiliada por la capitana y el Balcarce, cuyas andanadas causaron graves daños en la arboladura de la Carioca.
Separadas las flotas, Rosales recibió el aplauso de Brown, quien lo hizo aclamar por su escuadrilla. 
Brown decía en su parte: 

"En ese combate, la goleta 9 de Febrero del capitán Rosales se distinguió grandemente y por algún tiempo prevaleció considerable inquietud respecto de su suerte. Cuando el Almirante la observó estrechada entre las dos corbetas por no haber podido virar, corrió en su auxilio lo mismo que el Balcarce, haciendo al mismo tiempo la señal a Rosales de moverse y cañonear al enemigo; así que éste pasó a popa de la Carioca y le envió sus disparos causando considerable estrago. Brown para mostrar su aprobación a la conducta de este valiente oficial, ordenó que la Escuadra lo saludase a su vuelta".

Al día siguiente los brasileños relajaron el bloqueo y amanecieron fondeados a gran distancia de balizas exteriores para reparar sus buques.